# Grenze zwischen Aserbaidschan und Georgien

Orange: Georgien, Grün: Aserbaidschan

Die Grenze zwischen Aserbaidschan und Georgien (aserbaidschanisch: Gürcüstan sərhədi, georgisch: აზერბაიჯან-საქართველოს საზღვარი) trennt als internationale Landgrenze auf eine Länge von 428 km diese beiden Staaten. Sie verläuft vom Dreiländereck mit Armenien im Südwesten zum Dreiländereck mit Russland im Nordosten.

## Verlauf

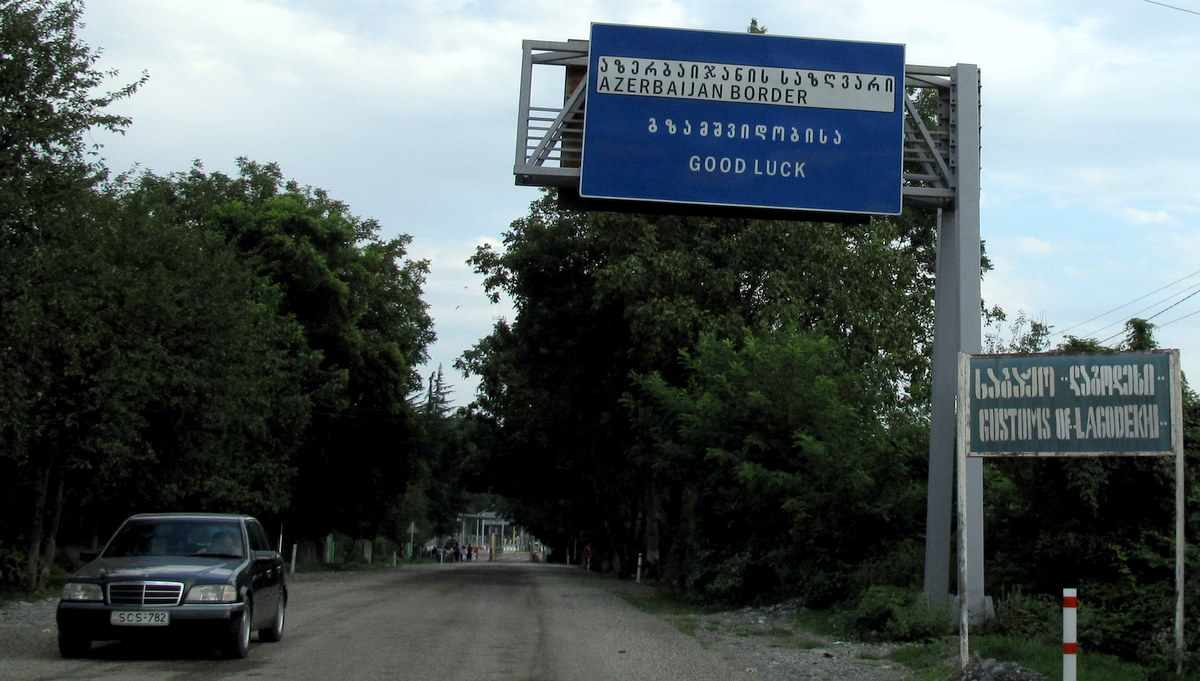
Grenzübergang (Aufnahme 2009)

Die Grenze schließt am Dreiländereck mit Armenien (41°18'0"N, 45°25'12"E) an die armenisch-georgische Grenze an, verläuft zunächst nach Nordosten und kreuzt die Europastraße 60 (zugleich georgische Straße S4/aserbaidschanische Straße M2) sowie den Fluss Kura. Dann wendet sie sich nach Ostsüdosten und verläuft über die Höhen Udabno (878 m) und Gertepe (829 m) und folgt in etwa dem Fluss Iori (georgisch: იორი; aserbaidschanisch: Qabırrıçay; historisch: Kambyses) bis kurz vor dem ganz in Aserbaidschan liegenden Mingəçevir-Stausee, folgt dann in einigem Abstand dem Nordwestufer des Stausees und trifft auf den Fluss Alasani, mit dem sie den Grenzverlauf bildet und dem sie flussaufwärts in den Großen Kaukasus bis östlich von Znori (georgisch: წნორი) folgt und dann nach Nordosten zum Dreiländereck mit Russland (41°54'0"N, 46°24'0"E) verläuft.

## Geschichte
Im Zug der russischen Eroberung des Transkaukasusgebiets im 19. Jahrhundert annektierte Russland sowohl Georgien als auch Aserbaidschan. Mit dem Ende des Ersten Weltkriegs wurde die kurzlebige Transkaukasischen Demokratisch-Föderativen Republik gebildet. Die Russische Sozialistische Föderative Sowjetrepublik (RSFSR) erkannte die Unabhängigkeit Georgiens im Vertrag von Moskau (1920) vom 7. Mai 1920 an. 1921 erfolgte die Machtübernahme durch die Bolschewiki. Am 5. Juli 1921 bestätigte Sowjetrussland die unstrittigen Teile der Grenze und übertrug das strittige Gebiet von Zakatal (Belokan) im Osten an Aserbaidschan. Dies wurde in einem Vertrag vom 15. November 1921 bestätigt. Nach dem Sieg der Sowjets wurde die Transkaukasische Sozialistische Föderative Sowjetrepublik gebildet, die bis 1936 bestand und dann in die Sowjetrepubliken Armenien, Aserbaidschan und Georgien zerfiel. Infolge der Auflösung der Sowjetunion im Jahr 1991 trat die internationale Grenze zwischen Aserbaidschan und Georgien an die Stelle der Grenze zwischen den Sowjetrepubliken.

## Orte nahe der Grenze

### Aserbaidschan
- İkinci Şıxlı
- Sadıqlı
- Danaçı
- Balakən

### Georgien
- Kesalo
- Zemo-Kedi
- Kvemi-Kedi
- Vardisubani
- Karsubani
- Lagodechi

## Grenzübergänge

### Straße

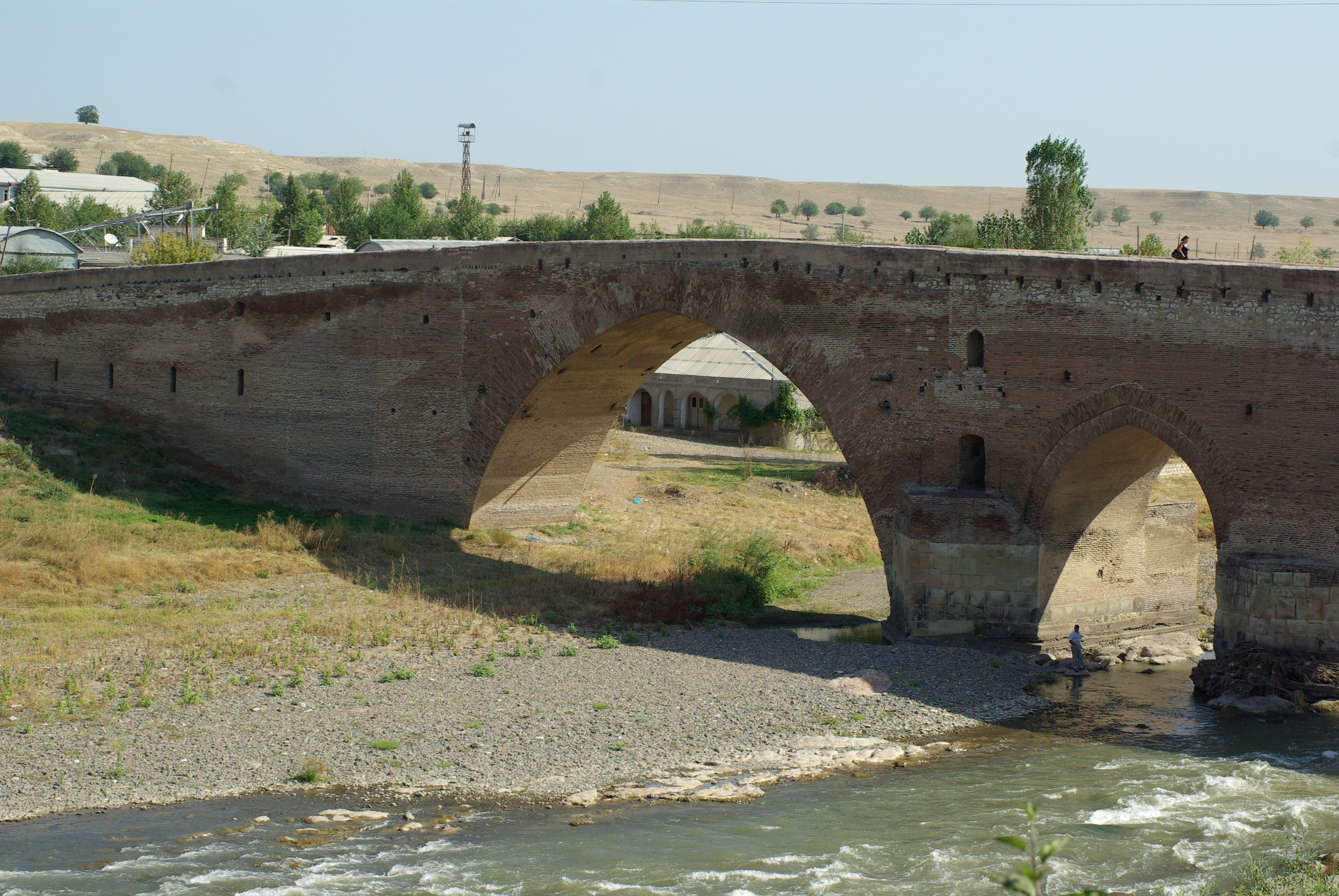
Die Rote Brücke

- İkinci Şıxlı (AZE) – Tsiteli (GEO) an der Roten Brücke
- Sadıqlı, Agstafa (AZE) – Vakhtangisi "Mtkvari" (GEO)
- Muğanlı, Zaqatala (AZE) – Samtatskaro (GEO)
- Balakən (AZE) – Lagodechi (GEO)

### Eisenbahn

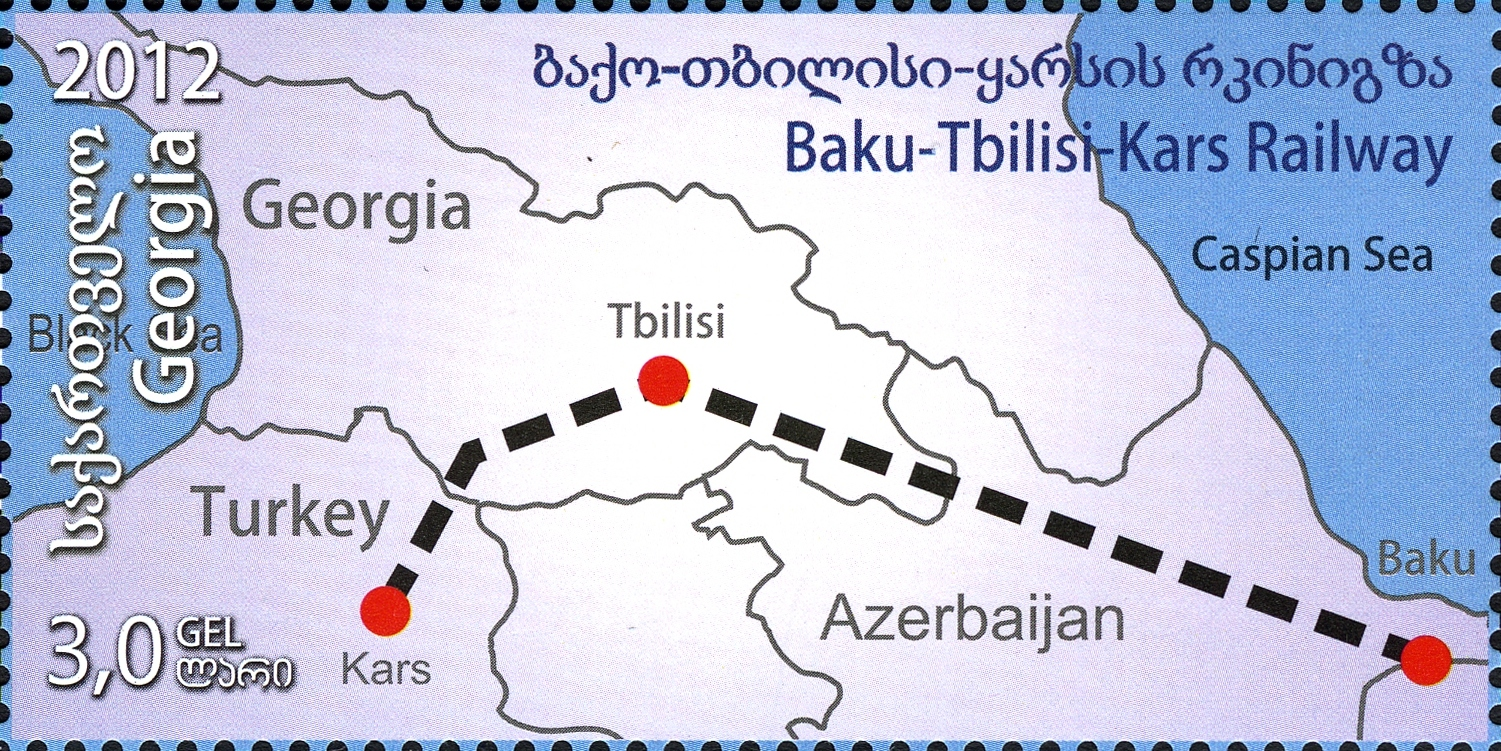
Die Bahnstrecke auf einer georgischen Briefmarke (2013)

- Internationale Bahnstrecke Kars–Achalkalaki–Tiflis–Baku, eröffnet am 30. Oktober 2017